# Patagònia rebel
La Patagònia rebel, també coneguda com la Patagònia tràgica, és el nom que va rebre la lluita protagonitzada pels treballadors anarcosindicalistes en rebel·lió de la província de Santa Cruz, a la Patagònia argentina, entre 1920 i 1921. La mateixa va començar com a una vaga contra l'explotació dels obrers per part dels seus patrons al sud argentí. Conscient de la crisi i sota la pressió de Gran Bretanya, el president Hipólito Yrigoyen, qui estava preocupat per la situació dels seus companys propietaris de terres en Santa Cruz, envia el gener de 1921 a tropes de l'exèrcit comandades pel tinent coronel Héctor Benigne Varela, sota les ordres de "normalitzar" la situació. Al final del conflicte entre 300 i 1500 obrers havien estat afusellats o morts en combat.
La policia va informar la pèrdua de 5 dels seus homes i l'exèrcit va admetre haver perdut 2 soldats. També es va reportar que va haver-hi crims sexuals: diverses esposes dels estancieros, treballadors i policies presos ostatges van ser violades pels vaguistes. Varela va afirmar en el seu informe al Ministeri de Guerra que els treballadors planejaven derrotar a l'expedició militar i més tard amb l'ajut dels obrers dels sindicats, "prendrien el poder a Buenos Aires". A més s'ha afirmat que els homes de Varela van combatre contra carabiners xilens i que es va capturar a deu d'ells, informació que es va usar al moment i des de llavors per justificar la massacre com una defensa de la sobirania argentina en contra d'un suposat "intent d'invasió" xilè.
La inusitada repressió que va assassinar i va empresonar a més d'un miler de vaguistes constitueix un dels fets més greus de violència contra els treballadors durant un govern democràtic argentí.

## Els esdeveniments
La FORA (Federació Obrera Regional Argentina) havia organitzat en Río Gallegos, Província de Santa Cruz, la Societat Obrera de Río Gallegos, dirigida per l'anarquista gallec Antonio Soto, conegut com el Gallego Soto. Santa Cruz era un centre de producció de llana amb destinació a l'exportació, amb grans latifundis i frigorífics anglesos. La baixa demanda dels estocs de llana que estaven acumulats en finalitzar la Primera Guerra Mundial i la caiguda del preu de $9,74 a $3,08, tornant així al nivell normal de cotització en temps de pau, donaran lloc a una crisi regional. Aquesta va afectar els estancieros i comerciants, però va repercutir encara més sobre els treballadors de la llana i els peons rurals, que vivien en condicions miserables. Amb la fi de la Guerra, el preu de les exportacions primàries patagóniques va baixar. La jornada normal dels obrers d'aquest llavors era de 12 hores, la dels esquiladors i els arriers rondava les 16 hores; els salaris eren ínfims i sovint eren pagats en bons o en moneda estrangera que en canviar-la en els comerços era presa per un valor menor. A això se sumava que l'únic dia de descans laboral era el diumenge.

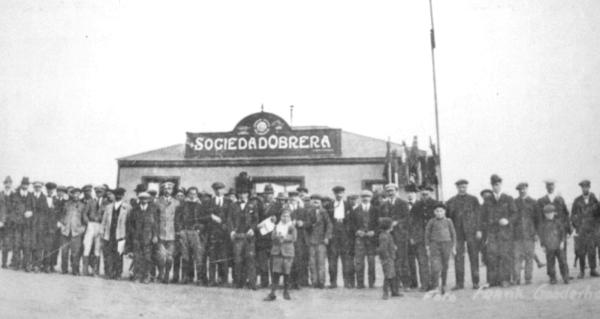
Front del local de la Societat Obrera de Río Gallegos (1920

Una vaga de protesta el setembre de 1920 contra les arbitrarietats de l'autoritat policial, el boicot a tres comerciants lligats a la Societat Rural i la detenció dels dirigents de la Societat Obrera van aprofundir l'enfrontament. Van acudir delegats de tota la província, que van discutir les mesures a exigir a la Societat Rural. En aquesta situació, els obrers congregats en la Societat Obrera de Río Gallegos van presentar a la patronal un plec de reivindicacions exigint un millorament de les condicions laborals.
Entre altres demandes els obrers exigien que en recintes de 16 m² no dormissin més de tres homes, que es lliurés un paquet d'espelmes a cada obrer mensualment, que no es treballés els dissabtes, un millorament de les racions d'aliments, un sou mínim mensual de 100 pesos i el reconeixement de la Societat Obrera com l'únic representant legítim dels treballadors, acceptant el nomenament d'un delegat com a intermediari entre les parts en conflicte. Aquest plec va ser rebutjat per l'organització que nucleaba als estanciers i la Societat Rural. La resposta dels treballadors va ser declarar la vaga general en tota Santa Cruz.

### Primera vaga
L'1 de novembre de 1920 es va declarar la vaga general. El 3 de novembre van intentar assassinar al dirigent Antonio Soto, però va aconseguir escapar-se. El 18 de novembre en una assemblea en la Societat Obrera es va fer una nova proposta en un 2° plec a la Societat Rural, que seria acceptada per un reduït grup d'estanciers el 2 de desembre. En Puerto Deseado i en Puerto San Julián també es va declarar la vaga general, liderada per anarquistes, plegant-se els ferroviaris i els empleats de l'Anònima. El 17 de desembre la policia va assassinar al vaguista Domingo F. Olmedo.

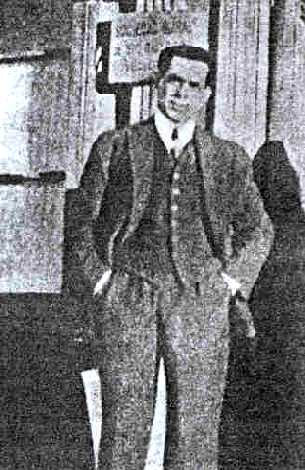
El governador Edelmiro Correa Falcón.

La Societat Obrera, en una assemblea en què es discutien els passos a seguir, va radicalitzar la seva posició en prevaler la tendència de la FORA del V Congrés (anarquista) sobre la de la FORA del IX Congrés (sindicalista). Antonio Soto va viatjar clandestinament a Buenos Aires buscant suport i solidaritat al Congrés de la FORA que es realitzava en aquests dies.
Els vaguistes van continuar prenent com a ostatges a policies, estanciers i al personal administratiu dels establiments rurals, confiscant les armes i els aliments pel manteniment de les columnes mobilitzades. Fins a aquest moment no havien ocorregut fets de violència greus, amb excepció dels protagonitzats per una banda anarquista liderada per Alfredo Fonte àlies "El Toscano", que assaltava estades (el 2 de gener de 1921 "El Toscano" i el seu soci el "68" van assaltar l'estada "El Campamento").
A la regió del Llac Argentino, els obrers es van organitzar en columnes i van marxar per les estades aixecant a la peonada, mobilitzant-se d'un lloc a un altre per evitar les represàlies policials i dirigir-se cap a Río Gallegos. El 4 de gener, en arribar al paratge denominat El Cerrito, la policia diu haver caigut en una emboscada. Com a resultat del combat, tres policies (el sergent Tomás Rosa i els gendarmes Ernesto Bozán i Juan Campos) van ser morts i va haver-hi diversos ferits. Segons alguns autors aquest fet va ser manipulat pels diaris que responien a la Societat Rural, al governador Edelmiro Correa Falcón i a la Lliga Patriòtica Argentina, per pintar un quadre de situació en el qual la província sencera havia caigut en mans dels bandolers anarquistes. El que procurava aquest sector era involucrar al Govern nacional que presidia Hipólito Yrigoyen en la repressió del moviment obrer.

Héctor B. Varela en 1907.

El 21 de gener els obrers van prendre l'estada La Anita, fent ostatges als seus amos i al comissari Micheri; després van prendre l'estada La Primavera. El 29 de gener va arribar el nou governador en reemplaçament de Correa Falcón, el capità Ángel Ignacio Yza, d'extracció yrigoyenista. La seva política seria de tipus conciliadora, buscant acords pacífics entre les parts. Mentrestant, les tropes de l'exèrcit comandades pel tinent coronel Héctor Benigne Varela van arribar a Puerto Santa Cruz el 2 de febrer i es van traslladar immediatament a Río Gallegos. L'arribada de les tropes argentines no va calmar al Govern britànic que va demandar la protecció immediata dels seus ciutadans en la Patagonia.
El governador Yza va acordar amb Varela no recórrer a la repressió i es van entrevistar amb els vaguistes en l'estada El Tero el 15 de febrer. Les condicions eren deposar les armes i l'alliberament dels ostatges. A canvi es reconeixien gran part de les demandes dels treballadors, acceptant-se un conveni que els patrons havien proposat als obrers amb data 30 de gener. L'endemà es va aixecar la vaga mentre es vivia un clima de triomf en la Societat Obrera ("El Toscano" i la seva banda no van acceptar la mediació i es van ocultar a l'interior de la província, portant-se amb si gran part de les armes, per impedir que les requisessin). El conflicte va arribar a un principi de solució a través d'un laudo del governador Yza, que va ser acceptat per les parts i homologat pel Departament de Treball de la Nació (22 de febrer de 1921).
Després de l'acord amb el governador Yza, les tropes de Varela van retornar a Buenos Aires al maig de 1921. Lluny de complir-se l'acord, la patronal va començar una sèrie de represàlies contra els participants de les vagues en les estades i en els ports de Santa Cruz. Van començar a actuar les forces policials amb reforços parapoliciales integrats per membres de la Lliga Patriòtica del nacionalista Manuel Carlés.

### Intermedi: aprofundiment del conflicte

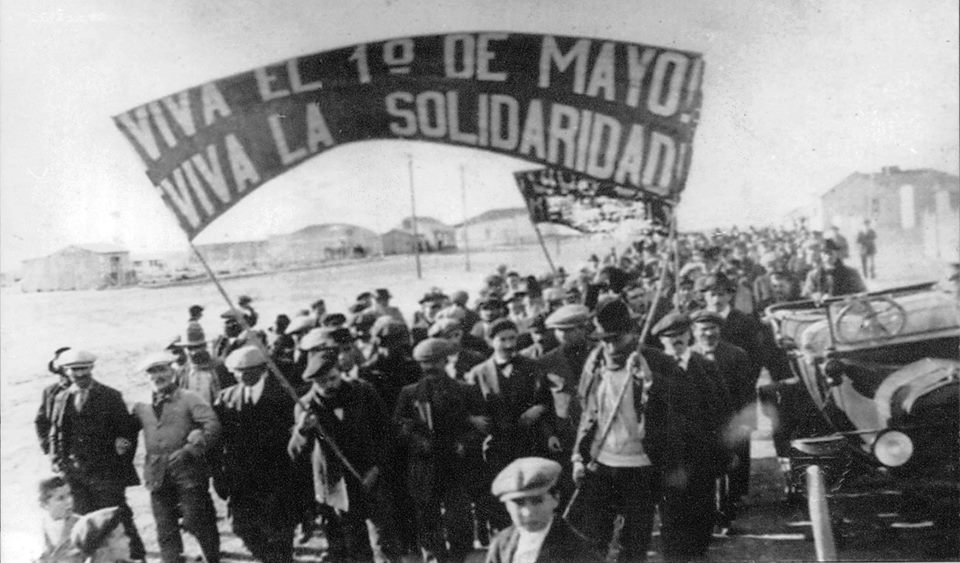
Marxa de peons rurals en Puerto Santa Creu, en 1921.

El grup d'estanciers, comerciants i capitalistes patagónicos nucleados en la Societat Rural (i recolzats per la Lliga Patriòtica i alguns funcionaris policials) va obrir l'ofensiva contra els altres grups d'interessos que se li enfrontaven: els obrers de la Societat Obrera i els radicals yrigoyenistas liderats per José María Borrero i el jutge Ismael Viñas, formalment nucleados al voltant de la figura del governador Yza. Aquest últim grup va respondre a les accions dels estanciers per mitjà del seu diari La Verdad, dirigit per Borrero, denunciant els contractes leoninos que el frigorífic nord-americà Swift feia signar als obrers del gremi de la carn.
El conflicte va finalitzar amb el triomf del frigorífic, ajudat indirectament per Santiago Lázaro i Rogelio Lorenzo, sindicalistes de la FORA de l'IX Congrés enviats des de Buenos Aires i enfrontats amb Antonio Soto pel seu estil anarquista afí a la FORA del V Congrés. Des del seu vocero L'Organització Obrera la FORA sindicalista atacava a la Societat Obrera de Río Gallegos de caràcter anarcosindicalista, aconseguint que diversos gremis se separessin (el primer van ser els treballadors gràfics i a continuació els xofers i mecànics). Així, el sector obrer va quedar dividit, apropant-se el grup de la FORA de l'IX al grup yrigoyenista de Borrero i de Yza. Es va iniciar una sèrie d'atacs a la Societat Obrera, amb la publicació de volants per part els dirigents de la FORA sindicalista.
Al maig de 1921 els telegrafistas del correu de Río Gallegos en vaga, van canviar la comissió i van trencar amb la Societat Obrera. El 10 de maig en una assemblea realitzada al cinema "Select" de Río Gallegos, el dirigent de la FORA sindicalista Rogelio Lorenzo i el seu "Sindicat autònom de chauffeurs" van ocupar la seu de la Societat Obrera. Un grup de gremialistas encapçalats per Soto els va expulsar violentament del local.

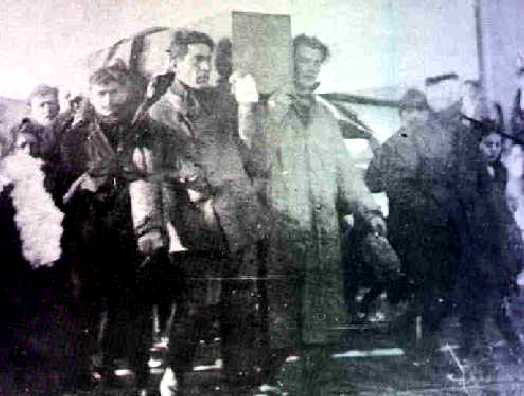
Enterrament de l'obrer Zacarías Gracián, maig de 1921.

Si bé els dirigents enviats des de Buenos Aires van ser estrepitosament derrotats en assemblea, demostrant una nul·la capacitat de mobilització, la Societat Obrera va començar a donar algunes mostres de feblesa. Malgrat haver aconseguit uns triomfs parcials en boicots contra alguns comerciants acabalats, el governador Yza va deixar de tenir-los com a interlocutors vàlids, reconeixent solament als de la FORA sindicalista.
La Societat Rural va començar a moure les seves influències a Buenos Aires, i va propiciar una campanya en els periòdics La Prensa, La Razón y La Nación per denunciar el perill anarquista, el bandolerismo i la possibilitat que el Govern xilè intentés apoderar-se de la regió de Santa Cruz.
Paral·lelament van propiciar la immigració de treballadors "lliures", és a dir, rompehuelgas portats des d'altres regions, que serien objecte de greus agressions per part dels obrers locals. El 29 d'agost de 1921 van arribar a Río Gallegos a bord del vapor El Asturiano. El dirigent obrer, cuiner de professió, Rogelio Lorenzo, de la FORA sindicalista, va intentar conformar un gremi autònom de treballadors rurals a l'interior de la província, especialment a la zona de Llac Argentino, inundant amb volants la regió. Per aquesta raó Soto va viatjar per tota la província de Santa Cruz, esclarint als treballadors rurals, arrieros i esquiladors, sobre la naturalesa del conflicte i l'incompliment de l'acord amb Yza per part de la patronal, fent fracassar la maniobra de Lorenzo. L'assemblea organitzada per la FORA sindicalista el 2 d'octubre va ser un complet fracàs.
Però durant el mes d'octubre la situació va arribar a un punt de no tornada. Un dels punts conflictius va ser l'actuació del grup El Consejo Rojo, capitaneado per Alfredo Fonte àlies "El Toscano", que va començar a perpetrar assalts, saquejos i presa d'ostatges en les estades de la província. A principis d'octubre es va entrevistar amb Antonio Soto per exposar-li el seu pla: vaga general, assaltar les estades i prendre ostatges, de forma sorprenent i violenta. Soto es va oposar i va sostenir que calia fer vaga o boicot solament a aquells estanciers que no haguessin complert amb el plec de condicions i va argumentar que era donar-li arguments a la Societat Rural. Tots dos van trencar relacions per complet. "El Toscano" va ser capturat el 8 d'octubre pel comissari Vera, paradoxalment, denunciat pels obrers.
Soto va partir en campanya i va recórrer els paratges de Barranca Blanca, El Tero, Mac Cormack, Tapi Aike, Fuentes del Coyle, Cancha Carrera, Primavera, San José, Laurita, Rospentek, Punta Alta, Glen Cross, Rincón de los Morros, Douglas, Bella Vista, Buitreras, Paso del Medio i Clark. Si bé va aconseguir una adhesió aclaparadora entre els obrers rurals, la Societat Obrera havia quedat sense suports externs: el jutge Viñas afrontava judici polític a Buenos Aires, José María Borrero estava reclòs i silenciós, els advocats Corminas, Cabral i Beherán tampoc apareixien a donar el seu suport, i el governador radical preferia a la FORA sindicalista com a interlocutor. A més la Societat Obrera havia perdut força en els ports, que responien a la FORA sindicalista. En Puerto Deseado els ferroviaris, i en Puerto San Julián i Puert Santa Cruz els obrers estibadors i de platja, no van donar suport a la vaga. L'únic suport era el d'alguns anarquistes com Ramón Outerello, amb excepció de Puerto San Julián, on el dirigent era Albino Argüelles, socialista. L'únic recolzo en la costa provenia de Río Gallegos.

### Segona vaga

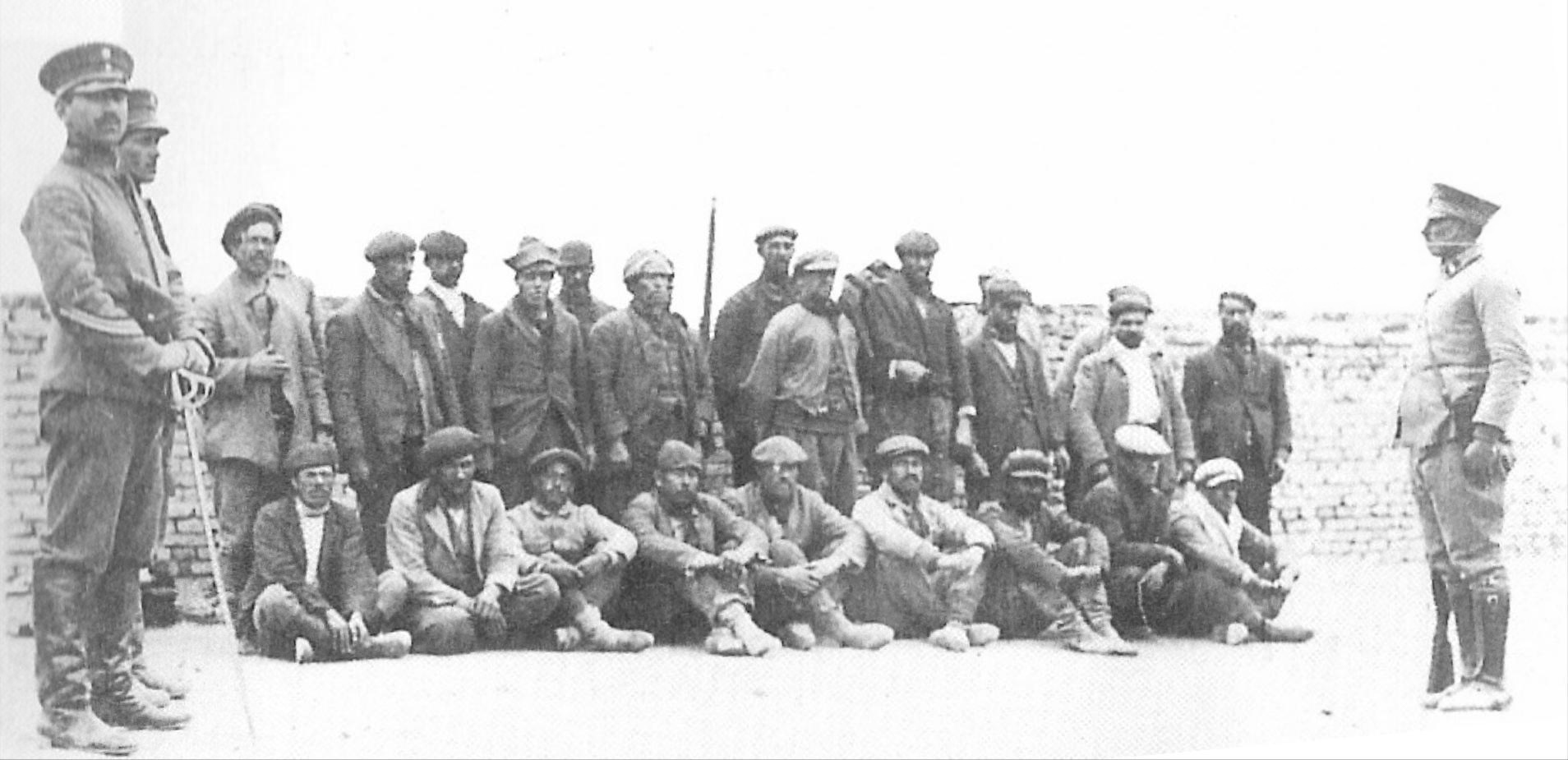
Obrers detinguts esperen ser identificats

El 24 d'octubre es van aplanar i van clausurar els locals de la Federació Obrera de Riu Gallecs, Port Desitjat, Sant Julián, Port Santa Creu i es van arrestar als dirigents obrers. Antonio Paris, secretari general de la Federació Obrera va ser detingut i torturat per la policia; després seria deportat juntament amb altres dirigents obrers. Es va declarar la vaga general en Santa Creu. Antonio Soto, que estava en l'estada Bella Vista, va enarborar una bandera vermella i negra de l'anarquisme i va començar a impulsar la vaga i presa d'estades. Al començament de novembre Soto havia aixecat als treballadors de les estades Buitreras, Alquinta, Rincón de los Morros, Glencross, La Esperanza i Bella Vista.
La policia va iniciar una precipitada ofensiva i va detenir als dirigents que Soto va enviar a Río Gallegos: Mogilnitzky, Sambucetti i Severino Fernández van ser torturats i deportats en el vapor Vicente Fidel López, mentre que van ser detinguts i apallissats José Graña, Domingo Oyola, Restituto Álvarez i l'amo del bar on es trobaven reunits, Martín Tadich. L'ona de detencions de dirigents a les ciutats costaneres va aïllar al moviment huelguístico, que va seguir creixent. Ramón Outerello va aconseguir evadir-se de les autoritats en Puerto Santa Cruz, iniciant una acció més agressiva que Antonio Soto, qui no volia enfrontar-se amb l'Exèrcit i el Govern. Outerello va començar a organitzar grans columnes d'obrers i a prendre estades, dirigint-se als ports per trencar l'aïllament. En l'estada alemanya Bremen, en Laguna Cifre, els vaguistes van ser atacats pels estancieros, amb el resultat de dos obrers morts i diversos ferits.

#### Arribada de Varela
El president argentí Hipólito Yrigoyen va decidir l'enviament de tropes del Regiment 10° de Cavalleria “Hússars de Pueyrredón”, dividint-la en 2 cossos. El principal era comandat pel cap de l'expedició, el tinent coronel Varela, i el segon cos era comandat pel capità Elbio C. Anaya. Van partir el 4 de novembre de 1921 en el transport «Guardia Nacional».

El 10 de novembre Varela va arribar a Río Gallegos. Allà va ser informat pels membres de la Societat Rural, les autoritats policíaques i el Govern local que:
| «                               | "... tot l'ordre es troba subvertit, que no existia la garantia individual, del domicili, de la vida i de les heretats que la nostra Constitució garant; quins homes aixecats en armes contra la Pàtria amenaçaven l'estabilitat de les autoritats i obertament contra el Govern Nacional, destruint, incendiant, requisant cavalls, queviures i tota classe d'elements... | » |
| — Informe del Tte. Cnel. Varela | |   |

Varela comptava amb una tropa de 200 homes ben proveïts, mentre que els vaguistes rondaven els dos milers, en part armats amb armes llargues. L'historiador Osvaldo Bayer admet que alguns dels vaguistes estaven ben armats amb moderns fusells i revòlvers que van obtenir de carabiners xilens que freqüentaven els bars de la zona a la recerca d'alcohol, però si aquesta afirmació és certa, no explica com aquests carabiners van evitar ser empresonats o afusellats per fer fallida el Codi Militar Xilè en tornar a les seves unitats. Si bé es discuteixen les raons que ho van portar a fer-ho, per ordres del Govern Nacional o guiat pel seu propi criteri, la veritat és que Varela va imposar la "pena d'afusellament" contra els peons i obrers en vaga.
Contra el que posteriorment argumentarien els autors dels afusellaments per justificar la seva acció, el Govern xilè va col·laborar amb les forces argentines tancant la frontera per impedir el pas dels vaguistes i permetent a les tropes argentines incursionar en territori xilè per continuar la seva persecució.

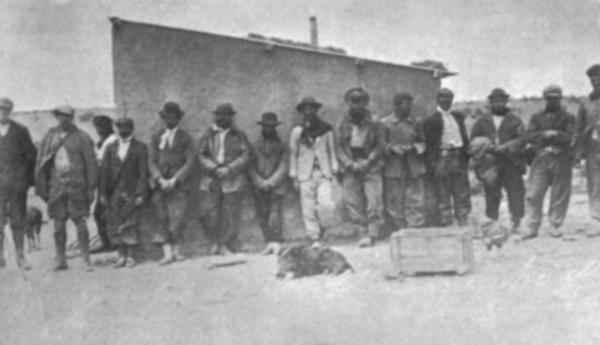
Vaguistes arrestats per les tropes de Varela.

L'11 de novembre Varela amb el tte.1° Schweizer i 12 soldats, van partir en direcció El Cifre (Paso Ibáñez). Allí Varela va ordenar el primer afusellament (quan encara no havia publicat el seu bàndol decretant la pena de mort): el presoner xilè Triviño Cárcamo. Després va retornar a Río Gallegos. El 12 de novembre el capità Viñas Ibarra amb el subtte. Frugoni Miranda i 50 soldats de tropa van partir en direcció a Pari-Aike, Fuentes del Coyle, Primavera, Punta Alta, Cancha Carrera i Coordillera de los Baguales. El 14 de novembre, a la rodalia de Punta Alta van atacar a un centenar de vaguistes amb escasses armes de foc, gairebé tots armats amb ganivets, matant a 5 vaguistes i prenent presoners uns 80, dels quals haurien afusellat a la meitat aproximadament.
Outerello i la seva columna de 400 vaguistes es van dirigir a Paso Ibáñez, que en aquesta època tenia uns 800 habitants, i van ocupar el poblat. Portaven amb si a nombrosos policies, estanciers i administradors d'estada com a ostatges, als quals van allotjar al cinema local. Després de resistir a les tropes de la marina amb èxit, Outerello va sol·licitar parlamentar amb Varela, que va arribar el 23 de novembre. Els vaguistes van demandar la llibertat dels companys presos i dels deportats, i el compliment del plec de condicions que la patronal havia signat. Varela els va respondre que havien de rendir-se incondicionalment. Havien mort el 26 de novembre dos policies, Pedro Denis i N. Falcon en un enfrontament en l'estada d'Alejandro O'Connor. Mentre els obrers deliberaven (Outerello era partidari de no rendir-se i va fugir a Cañadón León, Estada Bella Vista), Varela els va atacar en Río Chico rendint a una columna dirigida per Avendaño, a qui va afusellar al costat de desenes de vaguistes. Després van fer una emboscada al grup d'Outerello l'1 de desembre, que va resultar mort al costat d'una desena d'obrers; les tropes de Varela no van sofrir baixes.
Les tropes dirigides pel capità Viñas Ibarra van anar en persecució de les columnes liderades per Antonio Soto. El 2 de desembre van travessar el riu Santa Cruz en pot amb 20 homes i més endavant, van sorprendre a un grup de vaguistes, sotmetent-los en el paratge de "El Perro" on són exterminats uns 20 obrers. En Cerro Negro les tropes de Viñas Ibarra van recórrer la regió "netejant-la" d'activistes, i afusellant-los en el lloc on els trobava. Després, van avançar cap a la regió de Llac Argentino pel camí de Cordillera de los Baguales. El 6 de desembre en La Leona es van lliurar voluntàriament uns 100 vaguistes, mentre que uns 80 van seguir a Soto a l'estada La Anita. Viñas Ibarra després d'aconseguir-los els va exigir una rendició incondicional. Durant la nit van discutir en una assemblea, mentre les tropes es preparaven per a l'assalt: l'assemblea va votar per la rendició, contra la posició dels anarquistes, que no confiaven en l'exèrcit. Els vaguistes envien dos delegats a demanar condicions per a la rendició, però Viñas Ibarra els afusella en l'acte. Finalment arriba la rendició incondicional. Segons diversos testimoniatges la xifra d'afusellats oscil·laria entre 100 i 200. Antonio Soto, que era contrari a la rendició, va fugir a cavall rumb a Xile amb 12 companys. El 9 de desembre, el grup de Soto va travessar la frontera per la zona del Cerro Centinela. Mai va ser atrapat. Entre el 12 i el 20 de desembre Viñas Ibarra va recórrer la regió capturant i afusellant als últims vaguistes dispersos a la regió.

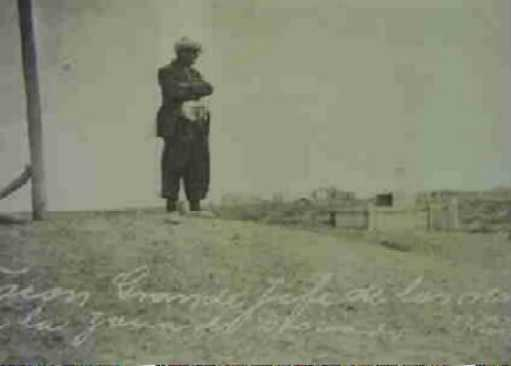
Última fotografia de José Font, conegut com "Faacón Grande"

La repressió va continuar des de la regió de San Julián fins a Cañadón León. Les tropes d'Anaya el 17 de desembre des d'estada San José van marxar cap al nord. Prop del migdia, després d'un tiroteig en Tapera de Casterán es van prendre nombrosos presoners. Si ben els militars van declarar que va morir tan sols el dirigent Albino Argüelles i dos vaguistes, es va afusellar un centenar de presoners.

#### Final
L'última i final columna de vaguistes que quedava activa era la dirigida per José Font, més conegut com a Facón Grande, a la zona de Ferrocarril Patagónico. Aquest va dividir les seves forces en dues columnes, una de 300 homes cap al sud de Puerto Deseadot, en Badia Laura, i l'altra liderada per "Facón Grande" cap a Pico Truncado. Van ocupar el poblat de les Heras i van deixar a càrrec al delegat Antonio Echevarría. El 18 de desembre Varela va enviar un tren d'exploració des de Puerto Deseado, que va arribar a les Heras a càrrec del sotstinent Jonas. Va reprendre Les Heras sense resistència i va afusellar a Echevarría i a altres dirigents vaguistes.
El 20 de desembre Varela va arribar a l'estació Tehuelches informat sobre un campament de vaguistes. En arribar, es va produir l'únic acte organitzat de resistència contra l'exèrcit en tota la campanya: en el combat van resultar ferits almenys dos soldats conscripts (Peralta i Salvi) i mort el soldat conscript Fernando Pablo Fischer, el favorit de Varela. Entre els vaguistes va haver-hi almenys tres morts i diversos ferits. Varela i el seu grup van haver de retrocedir fins a l'estació Jaramillo. Des d'allí va enviar al gerent de l'Anònima, Mario Mesa, a parlamentar amb "Facón Grande", i els va prometre respectar la vida de tots i accedir a les seves demandes si es rendien. Després d'una assemblea, els obrers van decidir lliurar-se en l'estació Tehuelches el 22 de desembre. Contràriament al promès, Varela va afusellar a Facón Grande, a Leiva i almenys a mig centenar d'obrers.
En exterminar a l'últim grup de vaguistes, les tropes de l'exèrcit es van dedicar a rastellar tota la província de Santa Cruz a la recerca dels vaguistes dispersos. L'exèrcit perseguiria als vaguistes, els aniria atrapant i afusellant sumariamente. El 26 de desembre, el cap Domingo Montenegro va morir en rebre un tret accidental d'un company, el soldat Eusebio Peralta. La campanya va finalitzar el 10 de gener de 1922. En resum, 300-1500 obrers i vaguistes van resultar morts.

## Repercussions dels afusellaments
El diumenge 1 de gener de 1922 la Societat Rural va festejar l'Any Nou amb un apoteótico homenatge al tinent coronel Varela a l'Hotel Argentino. El 7 de gener va arribar el vapor "El Asturiano" a Río Gallegos, amb Manuel Carlés a bord, president de la Lliga Patriòtica, per retre homenatge i condecorar a Varela i els seus homes. El dia 11 de gener el diari La Unión va publicar una declaració de la Societat Rural anunciant la rebaixa de tots els salaris en un terç, és a dir, un valor nominal inferior al dels salaris vigents durant la primera vaga. L'únic acte de repudi a les tropes repressives va ser dut a terme per les 5 meretrices del prostíbul «La Catalana», que es van negar a atendre als estupefactes soldats, cridant-los "assassins".
Els periòdics anarquistes, principalment La Antorcha i La Protesta, van denunciar la massacre d'obrers presoners i els afusellaments sumaris al mateix moment en què estaven ocorrent. Van cridar a la solidaritat i a la vaga, però les altres organitzacions obreres (la UGT i la FORA de l'IX) solament van protestar formalment per no enfrontar-se amb el Govern d'Hipólito Yrigoyen. Solament quan es van començar a conèixer les proporcions de la matança, es van unir a la prèdica. Amb excepció dels anarquistes, que publicaran testimoniatges, denúncies i llistes d'assassinats, els reclams dels altres grups polítics van ser entre tebis i formals. Des del Govern no es van fer honors als vencedors, no es va avalar oficialment l'accionar de les tropes i es va tendir un mantell d'oblit sobre l'assumpte, per temor a les conseqüències polítiques. Va haver-hi alguns debats i denúncies en la Cambra de diputats de la Nació des de l'1 de febrer de 1922, que el diputat socialista Antonio De Tomaso va abordar el tema en una sessió. Les denúncies i escàndols dels diputats socialistes van ser sistemàticament desoïts i pocs mesos després l'assumpte va caure en l'oblit.

## Filmografia

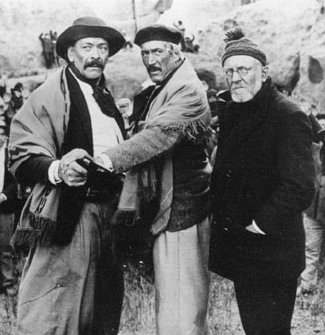
Fotograma del film La Patagonia Rebelde, d'Héctor Olivera (Argentina, 1974)

La pel·lícula de 1974 La Patagonia rebelde dirigida per Héctor Olivera i amb guió d'Osvaldo Bayer recrea aquella massacre. Va ser censurada primer per l'aleshores president Juan Domingo Perón i després finalment va ser aprovada el 12 de juny d'aquest any per la seva decisió. Després de la mort de Perón va ser censurada novament el 12 d'octubre pel Govern de Isabel Perón. Només va poder ser exhibida amb el retorn de la democràcia formal el 1984. El film va guanyar l'Oso de Plata a la Berlinale de 1974.
El 2006 es va estrenar el documental La vuelta d'Osvaldo Bayer, dirigit per Eduardo Anguita. Aquest recrea - mitjançant la guia de Bayer - alguns passatges dels fets que encara avui romanen en l'empremta del paisatge i la memòria col·lectiva de la població de Patagonia, amb alguns monuments semidestruïts, murals de commemoració, etc.